# カフェ・タクーバ

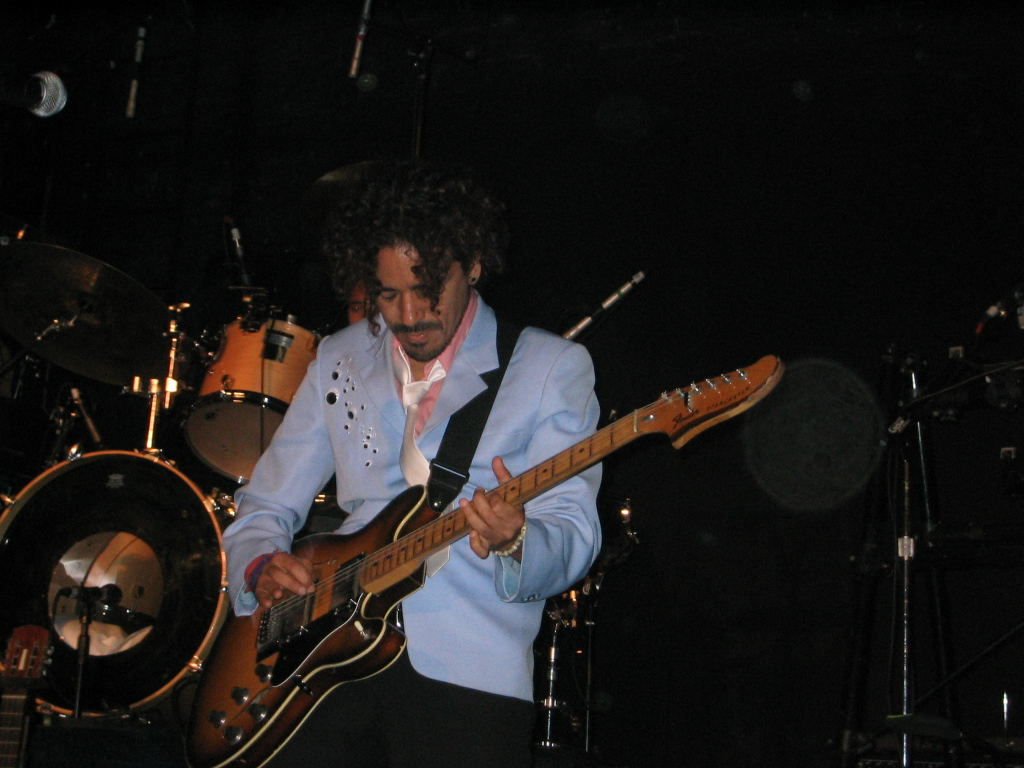
ルベン・アルバラン

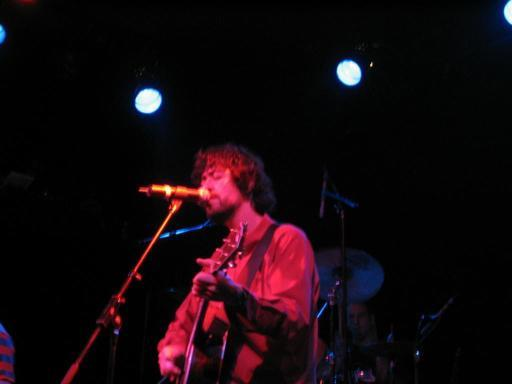
エマヌエル・デル・レアル

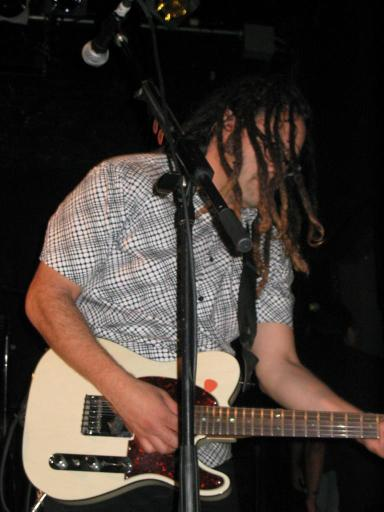
ホセロ・ランヘル

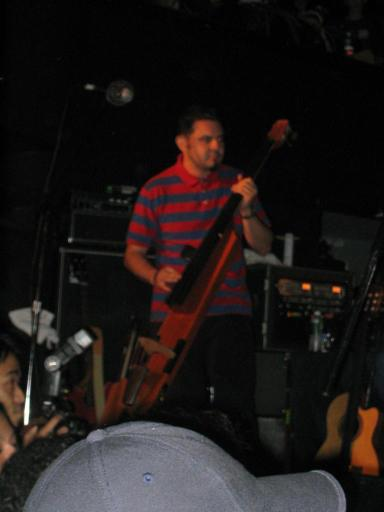
エンリケ・ランヘル

カフェ・タクーバ （Café Tacvba）はメキシコのロック・バンド。
1989年にメキシコで結成。パンクにサンバ、ボサノバ、マリアッチなどのラテン音楽が絶妙に絡み合い生み出されるパーティー要素の高いミクスチャー・ロックを奏でる。ラテン・アメリカ音楽界のトップ・バンドであり、ラテン・グラミー賞を何度も受賞するなど評価面でも高い実績を持つ。
ちなみにCafé Tacubaとも表記されるが同じバンドである。

## 経歴
- 2000年 ラテン・グラミー賞、Best Rock Album 部門受賞。
- 2004年 グラミー賞、Best Latin Rock/Alternative Album 部門受賞。
- 2004年 ラテン・グラミー賞、Best Alternative Music Album 部門受賞。
- 2006年 ラテン・グラミー賞、Best Long Form Music Video 部門受賞。

## メンバー
- Rubén Albarrán（ルベン・アルバラン） ：ヴォーカル、ギター
- Emmanuel del Real（エマヌエル・デル・レアル） ：アコースティックギター、キーボード、ピアノ、リズムボックス
- Enrique Rangel（エンリケ・ランヘル） ：ベース、コントラバス
- Joselo Rangel（ホセロ・ランヘル） ：ギター

## ディスコグラフィ
スタジオ・アルバム
- Café Tacuba (1992年)
- Re (1994年)
- Avalancha de éxitos (1996年)
- Revés/Yo soy (1999年)
- Cuatro caminos (2003年)
- Sino (2007年)
- El objeto antes llamado disco (2012年)
- Jei Beibi (2017年)

ライブ・アルバム
- MTV Unplugged (2005年)
- Un viaje (2005年)
- Un segundo MTV Unplugged (2019年)

コンピレーション・アルバム
- Tiempo transcurrido (2001年)

EP
- Vale callampa (2002年)